# Pondorf (Winklarn)
Pondorf ist ein Ortsteil des Marktes Winklarn (Verwaltungsgemeinschaft Oberviechtach) im Oberpfälzer Landkreis Schwandorf in Bayern und liegt in der Region Oberpfalz-Nord.

## Geografie
Das Kirchdorf Pondorf liegt am Hang des 887 m hohen Signalberges. Durch Pondorf fließt der Pondorfbach, der ungefähr ein Kilometer weiter östlich an den Hängen von Signalberg und Platte entspringt
und etwa zwei Kilometer weiter westlich bei Aschamühle in die Ascha mündet.
Östlich der Ortschaft Pondorf liegt ein großes Waldgebiet, das Teil des weithin sichtbaren Frauensteins ist. Dessen höchste Erhebung ist der Signalberg (887 m). Auf dem Frauenstein befindet sich auch die Burgruine der Burg Frauenstein (in 835 m Höhe). Pondorf liegt im Naturpark Oberpfälzer Wald, etwa vier Kilometer nordöstlich vom Kernort Winklarn entfernt.
Nachbarorte sind im Nordwesten Aschahof und im Südwesten Schneeberg.

## Geschichte
Im Jahre 1562 teilten die Brüder Georg von Murach und Endres Jörg von Murach ihren Besitz.
Bei dieser Teilung fiel Pondorf dem Endres Jörg von Murach zu.
1710 wurde vom damaligen Grundherrn Ferdinand von Lobkowitz verordnet, dass die Bewohner von Pondorf ihr Bier, auch das Kindbett- und Hochzeitsbier, bei den Bürgern der Stadt Schönsee kaufen mussten.
Zum Stichtag 23. März 1913 (Osterfest) wurde Pondorf als Teil der Pfarrei Winklarn mit 30 Häusern und 178 Einwohnern aufgeführt.
Zum 31. Dezember 1969 wurde Pondorf als eigenständige Gemeinde aufgeführt, 
die zu diesem Zeitpunkt 127 Einwohner hatte.
Am 31. Dezember 1990 hatte Pondorf 99 katholische Einwohner und gehörte zur Pfarrei Winklarn.

## Kultur und Sehenswürdigkeiten
In Pondorf steht die 1830 erbaute Kirche Mariä Himmelfahrt.
Sie hat einen Rokokoaltar mit einem Altarbild aus dem 18. Jahrhundert.